# Hlevnik
Hlevnik é um assentamento localizado no município de Brda na Eslovênia. Possuía uma população estimada de 34 habitantes em 2020.